# Ostaszewo (gromada w powiecie toruńskim)
Ostaszewo – dawna gromada, czyli najmniejsza jednostka podziału terytorialnego Polskiej Rzeczypospolitej Ludowej w latach 1954–1972.
Gromady, z gromadzkimi radami narodowymi (GRN) jako organami władzy najniższego stopnia na wsi, funkcjonowały od reformy reorganizującej administrację wiejską przeprowadzonej jesienią 1954 do momentu ich zniesienia z dniem 1 stycznia 1973, tym samym wypierając organizację gminną w latach 1954–1972.
Gromadę Ostaszewo z siedzibą GRN w Ostaszewie utworzono – jako jedną z 8759 gromad na obszarze Polski – w powiecie toruńskim w woj. bydgoskim, na mocy uchwały nr 24/14 WRN w Bydgoszczy z dnia 5 października 1954. W skład jednostki weszły obszary dotychczasowych gromad Ostaszewo, Tylice, Wytrębowice, Zakrzewko i Kowróz oraz miejscowość Kowrózek z dotychczasowej gromady Świerczyny ze zniesionej gminy Lulkowo, a także miejscowość Sławkowo z dotychczasowej gromady Sławkowo ze zniesionej gminy Chełmża, w tymże powiecie. Dla gromady ustalono 23 członków gromadzkiej rady narodowej.
1 stycznia 1959 do gromady Ostaszewo włączono wieś Zęgwirt z gromady Grzywna w tymże powiecie.
31 grudnia 1961 z gromady Ostaszewo wyłączono wieś Sławkowo, włączając ją do gromady Chełmża w tymże powiecie, po czym gromadę Ostaszewo zniesiono, włączając jej (pozostały) obszar do nowo utworzonej gromady Łysomice w tymże powiecie.